# ロシア鉄道MDP4形気動車
MDP4形（ロシア語: МДП4）は、ロシア鉄道（ОАО «Российские железные дороги»）が1997年に導入した気動車。ローカル線向けの二軸車として製造された。

## 概要・運用
ロシア鉄道が所有する路線のうち、利用客が少ないローカル線用車両として製造された気動車。開発期間の短縮のため、リュジノフスキー機関車工場製のモーターカーであるAS4形やSDP形を基に設計が行われた。そのため最初に製造されたMDP4-01編成の扉は低床式プラットホームに対応しておらず乗降扉下部に階段が設置されていたが、MDP4-02編成は扉が自動両開きに変更された他、低床式にも対応可能となった。
編成はディーゼルエンジンを搭載した先頭車（AP4A形、ロシア語: АП4А）2両と動力を持たない中間車（VP4形、ロシア語: ВП4）2両で構成され、全車とも独立した2つの車軸が設置されている一軸台車を用いた二軸車であった。座席配置は先頭車が2列＋2列、中間車が2列＋3列のボックスシートであった。
エンジンは12気筒4ストローク機関であるYaMZ-240D（ЯМЗ-240Д）（235 kw、320 HP）が用いられ、床下に設置された油圧機械式変速機（ГП-320）を介して台車に動力が伝えられた。騒音や振動を防ぐため機器室と客室の間にはトイレが設置されていた。また機器はサイリスタをアクチュエータとして用いる電子制御システム（КМЭ-8）によって制御されており、メンテナンス費用の削減を図った。
製造後は2編成とも北カフカース鉄道支社に配置され、将来的には1両編成（AP4形）、2両編成（MDP1形、MDP2形）、3両編成（MDP3形）の製造も計画されていたが、それ以上の増備は行われず、MDP4形自体も2000年までに運用を停止した。2019年現在はMDP4-02編成のみが在籍している。